# Fourie du Preez
Petrus Fourie du Preez (en afrikáans, fuˈri duˈpri.ə; nacido el 24 de marzo de 1982 en Pretoria) es un ex jugador de rugby sudafricano que se desempeñaba como medio scrum.
Du Preez jugó para los Blue Bulls en la competición Currie Cup en Sudáfrica a partir de 2002 y con los Bulls en la competición internacional Super Rugby a partir de 2003. En 2011 pasó a jugar para el equipo japonés Suntory Sungoliath.

## Carrera
En 2004 jugó su primer test match con la selección de rugby de Sudáfrica, en un partido contra Irlanda. 
En 2004 la Universidad de Pretoria lo incluyó en su Salón de la Fama del Deporte.
En 2006, votaron a Du Preez como el Jugador Sudafricano del Año por la South African Rugby Football Union. Fue nominado también al título de mejor jugador del año internacionalmente por la IRB.
Du Preez había ganado la Copa Mundial sub-21 en 2002, la final Currie Cup tres veces ('03, '04 & '09 habiendo sido retirado de la Currie Cup en '06 por el entonces entrenador sudafricano Jake White cuando los Bulls compartieron la copa), ganó el título de Super 14 en 2007, 2009 y 2010, el Tres Naciones en 2004 y 2009 y la Copa del Mundo de Rugby de 2007.
En 2009, la South African Rugby Football lo escogió por segunda vez como el Mejor Jugador Sudafricano del Año.
Du Preez fue seleccionado para la Copa del Mundo de Rugby de 2011. Jugó el primer partido contra gales en el que contribuyó al ensayo de Francois Hougaard, luego fue retirado 71 minutos en el segunda partido, contra Fiyi y descansó frente a Namibia. En la fase siguiente, los Springboks fueron derrotados por Australia.
A Du Preez le operaron el hombro lesionado a finales de 2011, y usó la mayor parte de 2012 para recuperarse. Fue de nuevo seleccionado para Sudáfrica en el Rugby Championship 2013, los tests de finales de ese mismo año y para la Copa Mundial de Rugby de 2015. En el partido de cuartos de final, en que Sudáfrica venció a Gales 23-19, Fourie du Preez anotó el ensayo de la victoria en el minuto 74.